# Eoconodon
Eoconodon is een geslacht van uitgestorven carnivore hoefdierachtigen uit de familie Triisodontidae. Dit dier leefde tijdens het Vroeg-Paleoceen in Noord-Amerika.

## Fossiele vondsten
Fossielen van Eoconodon zijn gevonden in afzettingen die dateren uit het midden en einde van de North American Land Mammal Age Puercan. De eerste vondsten werden in de jaren tachtig van de negentiende eeuw door Edward Drinker Cope gedaan en in 1885 beschreef hij de typesoort als Sarcothraustes coryphaeus. Matthew en Granger benoemde in 1921 het geslacht Eoconodon. In jaren zeventig van de twintigste eeuw beschreef Leigh Van Valen E. copanus en E. nidhoggi aan de hand van fossiele vondsten in respectievelijk Wyoming en Montana. Een nieuwe soort uit het San Juan-bekken, E. ginibitohia, werd in 2005 beschreven. Het was na E. coryphaeus en E. gaudrianus, beide door Cope beschreven, de derde soort uit het gebied. Op basis van een gedeeltelijke bovenkaak met een kies uit de Tullock-formatie in Montana werd in 2011 E. hutchisoni beschreven.

## Kenmerken
Eoconodon was een van de grootste zoogdieren tijdens het vroegste Paleoceen in Noord-Amerika. E. coryphaeus is de grootst bekende soort en het had met een gewicht van ongeveer dertig tot vijftig kilogram het formaat van een wolf. De soort had een grote bijtkracht, geschat op 7363 newton en daarmee 1,65 keer krachtiger dan die van een gevlekte hyena. E. copanus was zo groot als een huiskat. De schedel van Eoconodon bevat een grote holte boven de tanden, dat wijst op de waarschijnlijke aanwezigheid van een grote zenuw en daarmee een zeer gevoelige snuit en vermoedelijk snorharen.